# Circle of Life
"Circle of Life" (no Brasil e em Portugal, "Ciclo sem fim") é uma canção escrita por Elton John e o letrista Tim Rice para o filme animado O Rei Leão (1994), da Disney. No filme, é interpretada por Carmen Twillie (vocais femininos; Ana Paulino na versão portuguesa e Eliana Estevão na versão brasileira) e o músico sul-africano Lebo M (vocais na língua zulu). Elton John incluiu uma versão pop na trilha sonora, que recebeu um videoclipe e depois um single (#11 no Reino Unido e #18 nos EUA).
A canção foi indicada para o Oscar, perdendo para outra composição do mesmo filme, "Can You Feel the Love Tonight".
Acredita-se que a música Circle of Life foi, ao menos, inspirada em The Power of Love, lançada originalmente em 1985 por Jennifer Rush e depois regravada por diversos artista, em diversas línguas e ritmos, ao redor do mundo. De fato, há verdadeiras coincidências e identidades em certos trechos de melodia, harmonia, ritmo e estrutura entre ambas as canções. A comparação mais próxima, curiosamente, é com O Amor e o Poder (conhecida também por "Como uma deusa"), gravada por Rosana (Rosanah Fienngo), em 1987, que foi trilha da novela Mandala (1987-1988), da Rede Globo de Televisão.

## Sinopse

### Filme
A música começa com Lebo M cantando "Nants ingonyama bagithi Baba Sithi uhm ingonyama" (aí vem um leão, meu pai, sim é um leão), seguido por um coro de vozes africanas falando a frase "Ingonyama nengw' enamabala" (um leão e um leopardo vem para esse lugar aberto). Enquanto a música toca, os animais da selva se dirigem para a pedra do reino, onde Simba, filho do rei Mufasa com Sarabi, será apresentado pelo babuíno Rafiki. Os animais celebram e depois fazem uma reverência. Na última batida da canção, o título do filme aparece. O refrão da música é repetida no final do filme.
A sequência de "Circle of Life" foi usada por inteiro para o primeiro trailer de O Rei Leão. Em The Lion King 1½, a cena é parodiada, com os animais se abaixando por causa da flatulência de Pumba.

### Musical
Rafiki canta a música acompanhado de dois Chita, um guepardo, uma girafa. Durante a primeira metade da música, apenas Rafiki e os animais aparecem no palco, mas na segunda metade da música, todos os personagens aparecem. No final da música, o fundo do palco muda da cor vermelha para a cor azul, fazendo assim, o início de uma nova manhã. Ao reparar que os animais se abaixam em sinal de respeito, Mufasa olha para baixo, e após um tempo, Rafiki levanta Simba, fazendo com que as cortinas se fechem (a música acaba).

## Formatos e faixas
EUA CD single
1. "Circle Of Life" - 4:51

EUA/Europa CD single
1. "Circle Of Life" - 4:51
2. "Circle Of Life (Cast Version)" - 3:54
3. "I Just Can't Wait To Be King" - 2:50
4. "The Land (Instrumental)" - 3:54

EUA fita cassete
1. "Circle Of Life" - 4:51

Europa CD single
1. "Circle Of Life" - 4:51
2. "Circle Of Life (Cast Version)" - 3:54

Japão CD single
1. "Circle Of Life" - 4:51
2. "I Just Can't Wait To Be King" - 2:50
3. "The Land (Instrumental)" - 3:54
4. "King Of Pride Rock (Instrumental)" - 5:56

Reino Unido 7"
1. "Circle Of Life" - 4:51
2. "Circle Of Life (Cast Version)" - 3:54

## Versão DisneyMania
Em 2003, para o CD DisneyMania 2, um grupo de atores de produções da Disney, intitulado Disney Channel Circle of Stars, gravou a canção, que ganhou um videoclipe presente no DVD da Edição Especial de O Rei Leão.

### Cantores
| Estrela                | Séries                                            |
| ---------------------- | ------------------------------------------------- |
| Orlando Brown          | That's So Raven                                   |
| Christy Carlson Romano | Even Stevens, Kim Possible & Cadet Kelly          |
| Hilary Duff            | Lizzie McGuire & Cadet Kelly                      |
| Tahj Mowry             | Smart Guy & Kim Possible                          |
| Raven-Symoné           | That's So Raven, Kim Possible & The Cheetah Girls |
| A.J. Trauth            | Even Stevens                                      |
| Anneliese van der Pol  | That's So Raven                                   |